# Григорьевка (Восточно-Казахстанская область)
Григорьевка (каз. Григорьевка) — упразднённое село в Глубоковском районе Восточно-Казахстанской области Казахстана. Входило в состав Фрунзенского сельского округа. Ликвидировано в 1999 г.

## Население
По переписи 1989 г. в селе проживало 3 человека. Национальный состав: русские